# Tularèmia
La tularèmia és una malaltia infecciosa d'origen bacterià provocada pel cocobacil Francisella tularensis. Afecta els lagomorfs (conills i llebres) i al rosegadors, i pot ser transmesa als humans pel contacte amb animals malalts o per picades de tàvecs o paparres, essent potencialment greu.

## Noms
La tularèmia és coneguda també com a febre de la mosca del cérvol, febre del conill, malaltia de Francis i pesta de la vall de Pahvant.

## Història
La malaltia va ser descrita el 1911, durant un brot a Tulare, Califòrnia. Es va observar que es transmet als éssers humans pel contacte amb els cossos dels animals infectats, mostrant-se com un problema creixent entre els agricultors, els caçadors i els cuiners.

## Agent infecciós
El bacteri responsable de la infecció, Francisella tularensis, és un cocobacil gramnegatiu, resistent al fred i fins i tot a la congelació, i notablement resistent al lleixiu, però sensible als desinfectants comuns. És un bacteri molt infecciós, és a dir, es necessita molt poc inòcul (quantitat de bacteris) per aconseguir la infecció.
Hi ha dues varietats, diferents per les característiques de cultiu i també per la virulència. F. t. tularensis, que és pròpia d'Amèrica del Nord, és la més virulenta per a les persones; a Àsia i Europa es presenta la varietat F. t. palaeartica, menys virulenta.

## Transmissió
No es transmet per contagi directe, és a dir, per contacte amb una persona malalta o portadora. No cal aïllar els malalts de tularèmia. La transmissió pot passar de diverses maneres:
- Per contacte físic amb el cos infectat d'animals, sobretot a través de ferides i mucoses. Aquesta és l'única manera freqüent de transmissió de la variant pròpia d'Europa i Àsia. Caçadors, carnissers, grangers i pelleters, agents rurals i, en general, persones que freqüenten el camp són les que amb més probabilitat poden infectar-se.
- Picada per diversos artròpodes. Els vectors primaris són sobretot paparres i tàvecs, però pot transmetre-la una àmplia varietat d'animals.
- Per aigua contaminada amb el bacteri. S'estima que a Amèrica del Nord una fracció significativa de les transmissions (5-10 %) es produeix d'aquesta manera.
- Per inhalació. Cal prendre precaucions amb la pols que aixequen les feines agrícoles i les obres públiques.